# 경북대학교 총장 목록
경북대학교 총장(慶北大學校 總長)은 경북대학교 교무를 통할하고 소속 교직원을 감독하며, 학생을 지도하고 학교를 대표한다. 총장임용추천위원회에서 선정하고 대한민국 교육부장관의 제청으로 대통령이 임용하며, 임기는 4년이다.

## 역대 경북대학교 총장
| 대수     | 이름   | 단과대학         | 임기                                |
| -------- | ------ | ---------------- | ----------------------------------- |
| 초대     | 고병간 | 의과대학         | 1952년 9월 - 1957년                 |
| 제2대    | 고병간 | 의과대학         | 1957년 - 1960년 5월                 |
| 제3대    | 김상열 |                  | 1960년 5월 - 1961년 9월 30일        |
| 직무대리 | 김문호 | -                | 1961년 10월 4일 - 1967년 12월 6일   |
| 제4대    | 계철순 | 법정대학         | 1961년 12월 7일 - 1967년 12월 31일  |
| 제5대    | 박정기 | 문리과대학       | 1968년 1월 1일 - 1971년 12월 31일   |
| 제6대    | 김영희 | 문리과대학       | 1972년 1월 1일 - 1975년 12월 31일   |
| 제7대    | 김영희 | 문리과대학       | 1976년 1월 1일 - 1979년 2월         |
| 제8대    | 서돈각 | 법정대학         | 1979년 2월 - 1981년 2월 28일        |
| 제9대    | 한명수 | 인문사회과학대학 | 1981년 3월 1일 - 1983년 8월 31일    |
| 제10대   | 서원섭 | 인문대학         | 1983년 9월 1일 - 1987년 5월         |
| 제11대   | 천시권 | 사범대학         | 1987년 5월 - 1990년 8월 31일        |
| 제12대   | 김익동 | 의과대학         | 1990년 9월 1일 - 1994년 8월 31일    |
| 제13대   | 박찬석 | 사회과학대학     | 1994년 9월 1일 - 1998년 8월 31일    |
| 제14대   | 박찬석 | 사회과학대학     | 1998년 9월 1일 - 2002년 8월 31일    |
| 제15대   | 김달웅 | 농업생명과학대학 | 2002년 9월 1일 - 2006년 8월 31일    |
| 제16대   | 노동일 | 사회과학대학     | 2006년 9월 1일 - 2010년 8월 31일    |
| 제17대   | 함인석 | 의과대학         | 2010년 9월 1일 - 2014년 8월 31일    |
| 직무대행 | 정성광 | 의과대학         | 2014년 9월 1일 - 2014년 9월 30일    |
| 직무대행 | 황석근 | 사범대학         | 2014년 10월 1일 - 2015년 2월 28일   |
| 직무대행 | 손동철 | 자연과학대학     | 2015년 3월 1일 - 2016년 12월 31일   |
| 제18대   | 김상동 | 자연과학대학     | 2016년 10월 21일 - 2020년 10월 20일 |
| 제19대   | 홍원화 | 공과대학         | 2020년 10월 21일 - 2024년 11월 14일 |
| 제20대   | 허영우 | 공과대학         | 2024년 11월 15일 - 현재             |

## 같이 보기
- 경북대학교
- 경북대 총장 공석사태
- 김사열